# Rahsegel

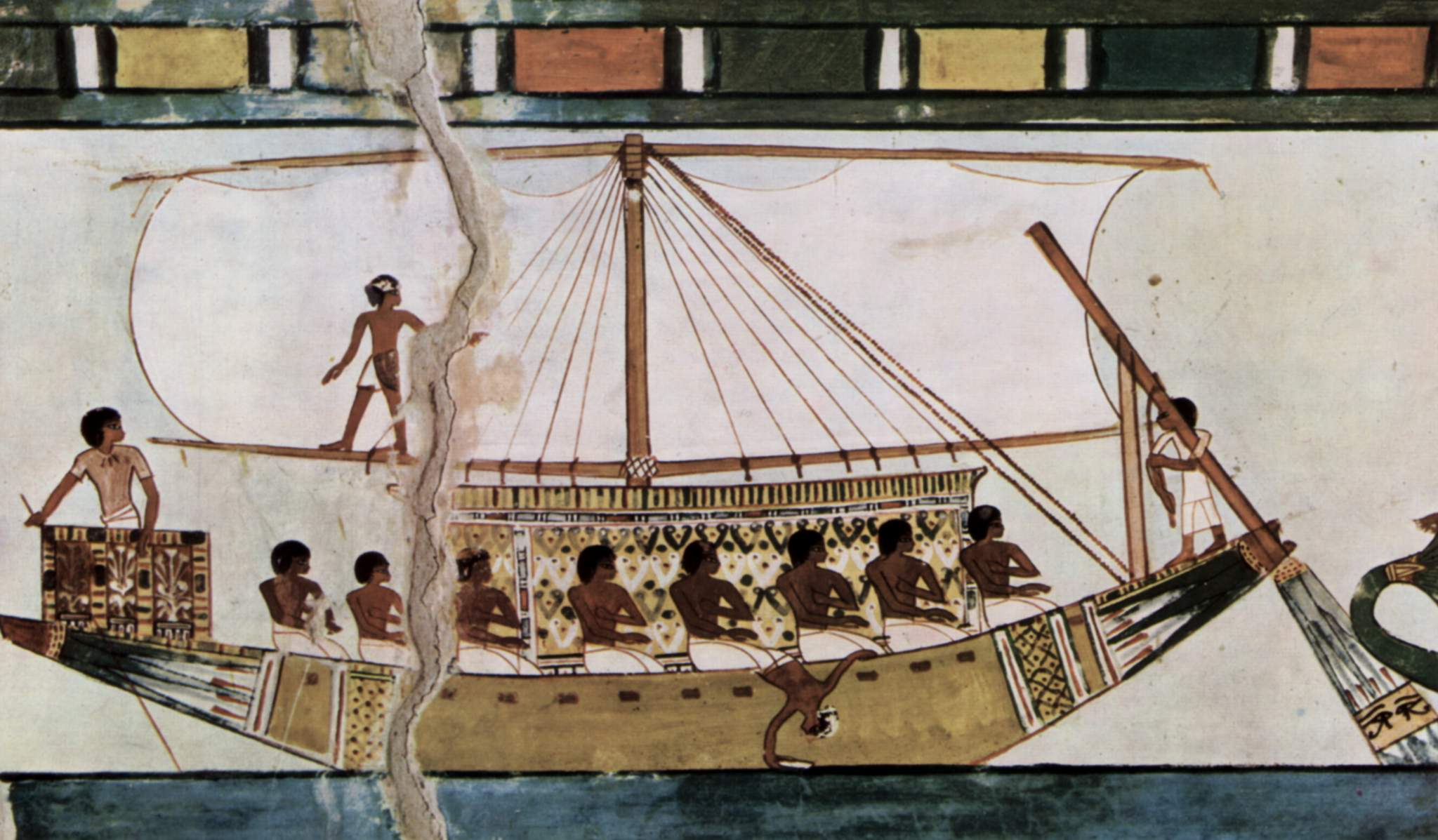
Ägyptisches Segelschiff (Wandbild, um 1422–1411 v. Chr.)

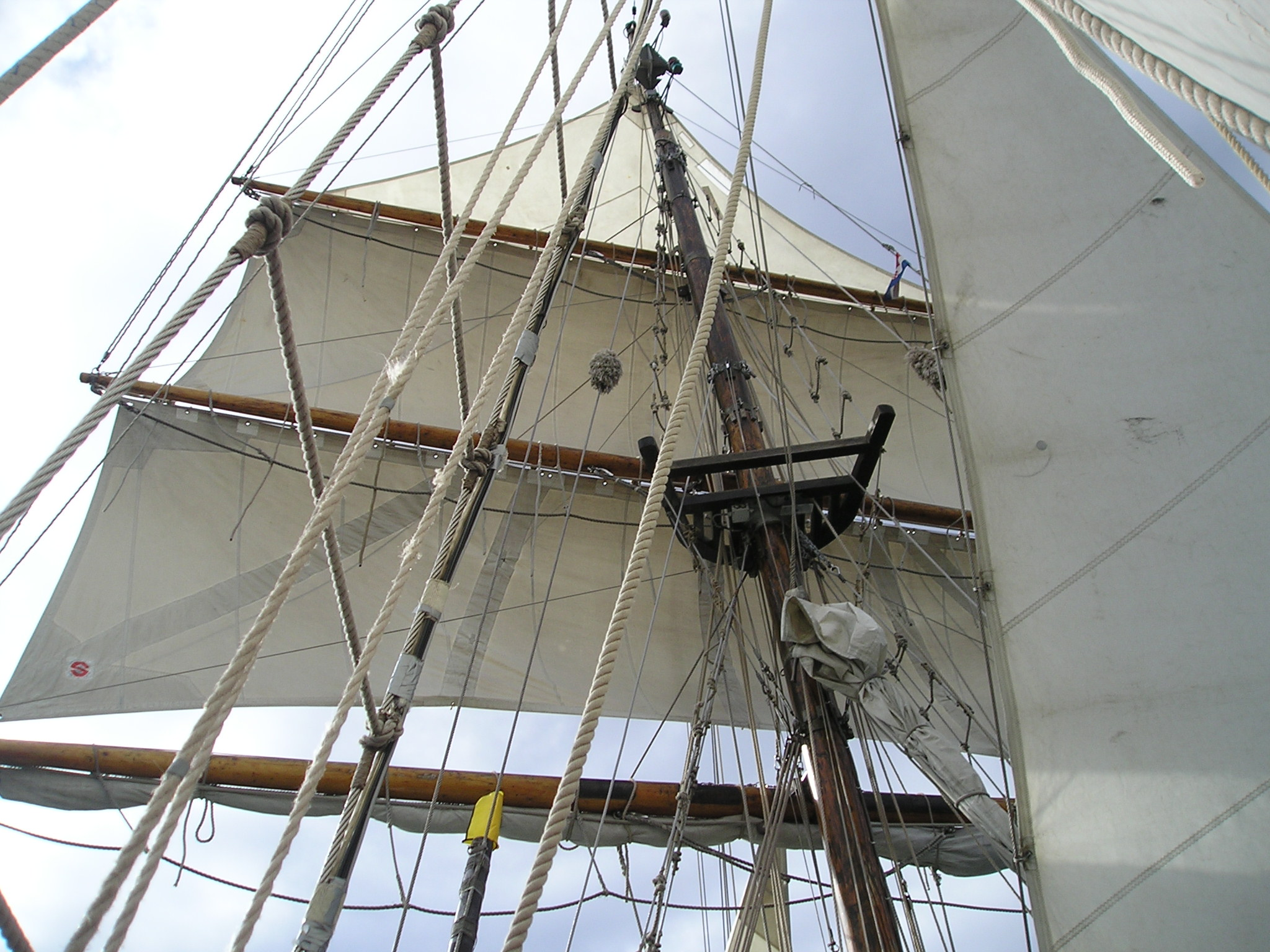
Die Rahen des Fockmastes einer Brigantine

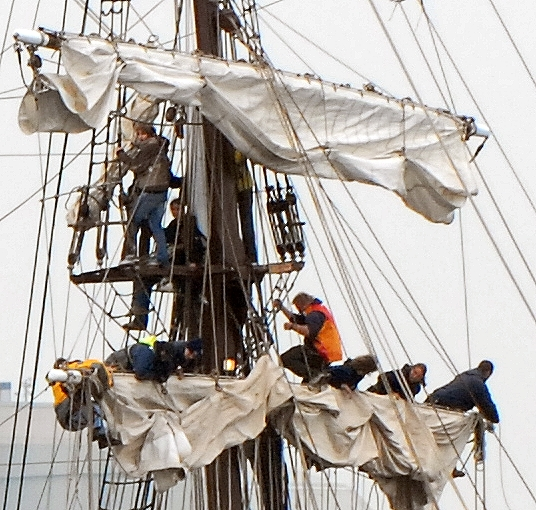
Bergen der Rahsegel der Thor Heyerdahl

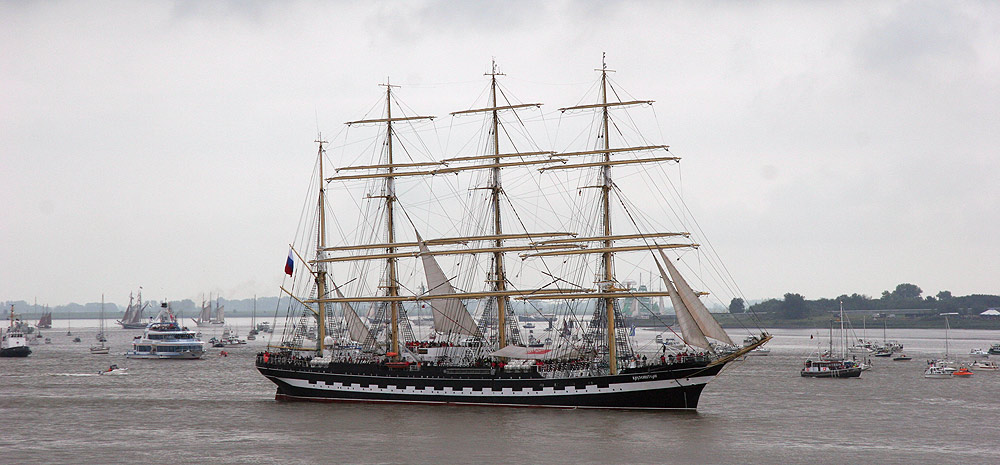
Bei Nichtbenutzung abgesenkte Rahen der Kruzenshtern

Segel einer Viermastbark

Das Rahsegel ist ein zumeist rechteckiges oder trapezförmiges Segel, das an einem Rah genannten Rundholz mittig angeschlagen quer zur Kiellinie geführt wird. Es dient dem Vortrieb von Segelschiffen.
Am unteren Ende des Rahsegels sind die Schoten befestigt und beim Untersegel (d. h. dem niedrigsten Rahsegel am Mast, direkt über Deck) auch die Hälse (Halsen), mit denen das Luv-Seitenliek durchgesetzt wird.

## Entwicklung
Der Vorteil des Rahsegels ist, dass es in großer Breite quer zur Kiellinie an mehreren Masten hintereinander auf einem Schiff gefahren werden kann und zudem mehrfach übereinander an jedem Mast zwischen Rahen gesetzt werden kann. Das erreichte Maximum mit insgesamt 30 Rahsegeln in sechs Stockwerken ist das gebaute Fünfmast-Vollschiff Preußen (1902–1910) der Reederei F. Laeisz. Die Fläche des einzelnen Segels bleibt daher über einzelne Schoten gut zu handhaben.
Der größte Nachteil der Rahsegel ist, dass damit nicht so hoch am Wind gesegelt werden kann wie mit Schratsegeln.
Ein modernes Bermudarigg kann einen Kurs von bis zu 30 Grad bei bis zu 0 Grad Abdrift anliegen, ein klassisches Schratrigg einen Kurs von 45–50 Grad bei einer Abdrift von etwa 5 Grad und ein Rahrigg kann Kurse zum Wind von etwa 60 Grad bei 10–15 Grad Abdrift erreichen.
Ein dynamischer Nachteil des Rahsegels ist der hohe Aufwand beim Setzen und Reffen. Deshalb werden auf modernen Segeljachten keine Rahsegel mehr verwendet. Moderne Nachbauten großer Segelschiffe verwenden aus Originalitätsgründen Rahsegel, etwa bei der Royal Clipper, in hochmoderner Form. Deren Rahsegel lassen sich von Deck aus in den Rahen (Hohlrahen) aufwickeln, was das zeit- und personalaufwendige Reduzieren der Segelfläche (Reffen, Bergen, Festmachen) erheblich verkürzt, ungefährlich macht und den damit verbundenen Nachteil beseitigt. Rahsegler (außer den Rahschiffen der Antike, den Wikingerbooten und frühen mittelalterlichen Seglern wie Kogge, Nao) haben auch etliche Schratsegel, was die Segeleigenschaften enorm verbessert: das Besansegel (als Gaffelsegel auf Vollschiffen zusätzlich am Kreuzmast, auf Barken am eigenen Besanmast – meist als Gaffelsegel mit Toppsegel, selten als Dreieckssegel – und auf Briggs am Großmast) sowie die Stagsegel zwischen den Masten und als Vorsegel. Verbesserungen wie Brasswinden und Hilfsmotoren zum Heißen von Rahen verbesserten deren Handhabung erheblich und entlasteten die Besatzung. Mit Mischtypen wie Schonerbarken (erster Mast rahgetakelt, die anderen schratgetakelt), Jackassbarken (vordere Masten rah-, achtere schratgetakelt, bei Drei-/Fünfmastern beide Takelarten am mittleren Mast), Polkabarken (Dreimastschoner mit zwei Rahtoppen) versuchte man, einen optimalen Kompromiss zwischen Rah- und Schrat-/Gaffelbesegelung zu finden. Es zeigte sich aber auch, dass eine reine Gaffeltakelung besonders bei extrem großen Schonern (siehe: Thomas W. Lawson) keine guten Segeleigenschaften hervorbrachte, da bei sehr großen hochgetakelten Schratseglern die Segelfläche wegen der geringen Zahl sehr großer Segel schwer zu handhaben ist; rahgetakelte Schiffe haben wegen der größeren Zahl einzelner kleinerer Rahsegel in unterschiedlichen Höhen dynamische Vorteile – besonders bei Sturm. Im historischen ozeanischen Frachtverkehr waren Rahschiffe die bevorzugte schnellere und sicherere Schiffsart (Klipper, Windjammer). Dagegen fuhren besonders entlang der Ostküste der USA etliche große Schoner, so auch viele bis zu viermastige Schoner in der Ostsee. Die größten Segelschiffreedereien wie Antoine-Dominique Bordes & Fils, F. Laeisz und die (Rederi A/B) Gustaf Erikson hatten überwiegend bis ausnahmslos Rahsegler.
Die Verwendung von Rahsegeln auf Schiffen der Moderne geht auf die nordeuropäische Entwicklungslinie des Schiffbaus zurück. Die Langboote der Wikinger verwendeten ein einzelnes Rahsegel, ebenso die Koggen der Hanse. Rahsegel verwendeten schon sehr früh die Ägypter und Phönizier, wie auf alten Abbildungen von Schiffen zu sehen ist. Im Mittelmeer setzte sich aber das Lateinersegel durch, dort kam das Rahsegel erst wieder in Gebrauch, als die nordeuropäische und mediterrane Entwicklungslinie des Schiffbaus ab dem 13. Jahrhundert verschmolzen. Die Großfrachtsegler des 19. und 20. Jahrhunderts waren besonders in Europa, aber auch in den USA (Großsegler der Reederei Arthur Sewall & Co.) vornehmlich Rahschiffe. Es gab 7 Fünfmastrahschiffe, etwa 440 Viermastrahschiffe (10 % Vollschiffe, 90 % Barken) und mehr als 1.500 Dreimastrahschiffe (Barken und Vollschiffe). Demgegenüber gab es einen Siebenmastgaffelschoner (1902), etwa 16 Sechsmastschoner (2.800–3.700 BRT, seit 1900, Größenordnung großer Viermastrahschiffe), etwa 150 Fünfmastschoner (870–3.200 BRT, seit 1888, Größenordnung  großer Drei- und mittlerer bis großer Viermastrahschiffe) und etwa 300 Viermastschoner (seit 1864, Größenordnung großer Dreimastrahschiffe).

## Benennung verschiedener Rahsegel

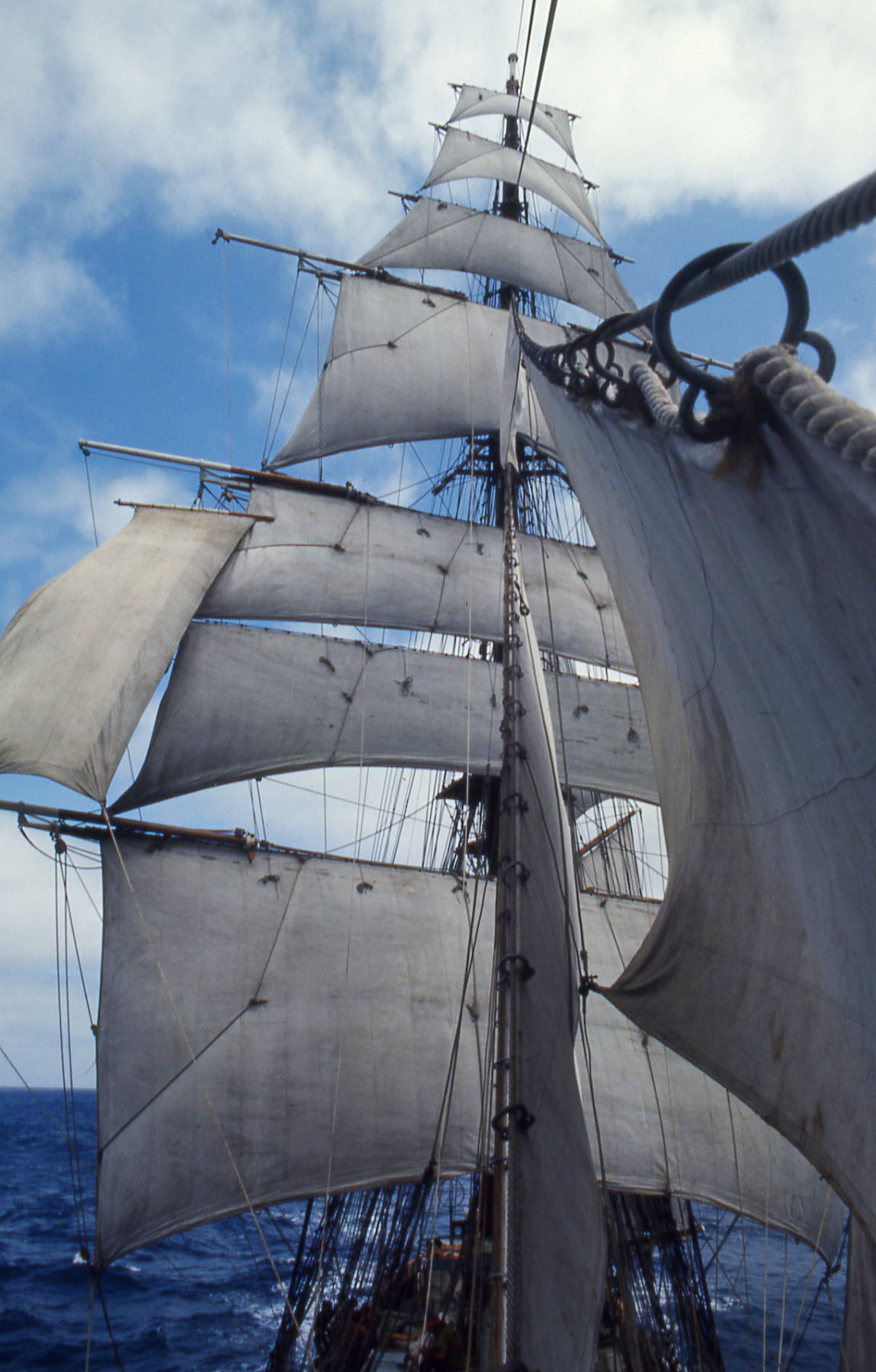
Das höchste Segel wird Mondsegel genannt.

Rahsegel werden nach dem Mast und ihrer Position an ihm bezeichnet. Dabei trägt das jeweils unterste Segel (Untersegel) an jedem Mast den Namen des Mastes (Focksegel, Großsegel, Kreuzsegel (Bagien)). Die Namen der weiteren Segel sind jeweils, von oben nach unten:
- Mondsegel (engl. moonsail oder moonraker; überaus selten)
- Skysegel („Himmelssegel“; engl. skysail)
- Royalsegel (engl. royal sail oder royal)
- Bramsegel (engl. topgallant sail)
- Marssegel (engl. topsail)
- Untersegel (engl. course sail)

Die Mars- und manchmal auch die Bramsegel wurden in Unter- und Ober- geteilt, um die Handhabung zu erleichtern. Die europäischen Windjammer des ausgehenden 19. und beginnenden 20. Jahrhunderts fuhren überwiegend geteilte Mars- und Bramsegel plus Royalsegel (Standardrigg), selten Skysegel wie die Fünfmast-Auxiliar-Bark Maria Rickmers an den ersten drei Masten (einziger Fünfmaster mit Skysegeln) und das Viermastvollschiff Peter Rickmers an allen vier Masten, das einzige je gebaute Schiff dieses Typs mit sieben Rahen an allen vier Masten. Es war auch das einzige je für eine deutsche Reederei gebaute Viermastvollschiff.
Bei vielen Rahseglern sind die Obermars- und die Oberbramrah sowie die darüber liegenden Rahen gleitend am Mast gelagert und werden bei Nichtbenutzung abgesenkt. Die Obermarsrah und die Oberbrahmrah kommen dabei sehr dicht an die jeweils zugehörige Unterrah heran. Das verschiebt den Schwerpunkt des Schiffes bei geborgenen oberen Segeln deutlich in Richtung Schiffsrumpf und verbessert so das Verhalten bei Sturm (siehe Bild). Hochgezogen (geholt) werden die Rahen beim Setzen der Segel, abgesenkt (gefiert) beim Bergen.
Damit waren mit geteilter Mars und Bram bis zu acht Rahsegel übereinander möglich; Schiffe mit diesem Rigg (Takelung) waren jedoch extrem selten. Manche Klipper fuhren Mondsegel, die antriebstechnisch keine Rolle spielten, hatten aber dafür meist einfache Bramsegel, sodass selbst sieben Segel am Mast nur während der Klipperära häufiger anzutreffen waren. Manche Klipper konnten bestimmte Rahen durch nach außen verschiebbare Leesegelspieren verlängern und dort Leesegel anschlagen, um Schwachwinde besser auszunutzen. US-amerikanische Rahschiffe bevorzugten sechs Rahen am Mast mit einfachen Bram- und geteilten Marssegeln, dazu Royals und Skysegel („Drei-Skysegel-Rahschiffe“, engl. „three-skysail yarder“).